# Гаркуша Кузьма Дмитрович
Кузьма́ Дми́трович Гарку́ша (1917 — 1983) — майор Радянської Армії, учасник Другої Світової війни, Герой Радянського Союзу (1943).

## Життєпис
Народився 3 серпня 1917 року в селищі Грузько-Ломівка в робітничій родині. Закінчив педагогічний технікум.
У 1936 році Гаркуша був мобілізовний на службу в армію. У 1939 році він закінчив Ворошиловградську військову авіаційну школу пілотів, проходив службу у ВПС Київського військового округу.
З червня 1941 року — на фронтах Німецько-радянської війни. Брав участь у боях на Південно-Західному, Північному, Сталінградському, 2-му Білоруському фронтах.
До червня 1943 року старший лейтенант Кузьма Гаркуша командував ескадрильєю 907-го винищувального авіаполку 101-ї винищувальної авіадивізії Військ ППО. До того часу він виконав 320 бойових вильотів, взяв участь у 30 повітряних боях, в яких збив 9 літаків особисто і 5 — у складі групи. Також на землі він знищив 25 транспортних літаків супротивника.
В 1947 році у званні майора Гаркуша був звільнений у запас. Проживав у Донецьку. Помер 21 січня 1983 року, похований у Донецьку.

## Нагороди
- Указом Президії Верховної Ради СРСР від 9 жовтня 1943 року за «зразкове виконання бойових завдань командування на фронті боротьби з німецькими загарбниками та проявлені при цьому мужність та героїзм» старший лейтенант Кузьма Гаркуша був удостоєний високого звання Героя Радянського Союзу з врученням ордена Леніна та медалі «Золота Зірка» за номером 1201[3].
- 3 Ордена Червоного Прапора
- медалі[3].